# فرانتس فون وچی
فرانتس فون وِچـِـی (انگلیسی: Franz von Vecsey؛ مجاری: Ferenc Vecsey؛ ۲۳ مارس ۱۸۹۳ – ۵ آوریل ۱۹۳۵) آهنگساز، رهبر ارکستر و نوازندهٔ برجستهٔ ویولن اهل مجارستان بود. وی بین سال‌های ۱۹۰۳ تا ۱۹۳۵ میلادی فعالیت می‌کرد.
او یکی از تک‌نوازان مشهور اروپا در اوایل قرن بیستم میلادی بود و نخستین اجرای حرفه‌ای خود را در سن ۱۰ سالگی در ارکستر برلین به رهبری یوزف یواخیم انجام داد.
از دههٔ ۱۹۱۰ میلادی تا حوالی ۱۹۲۰، او در سرتاسر اروپا به اجرای برنامه پرداخت و حتی به عنوان نوازندهٔ همراه، پیانوی بلا بارتوک را همراهی کرد.
در سن ۱۲ سالگی، او ویولونیست اختصاصی برای اجرای «کنسرتوی ویولن در رِ مینور» اثرِ ژان سیبلیوس شد. وی همچنین ویولونیست اختصاصی برای اجرای «کنسرتوی ویولن شماره ۳» اثرِ ینو هوبائی بود و در سن ۱۳ سالگی، برندهٔ رقابت‌های «کنسرت سیبلیوس» شد.
فرانتس زادهٔ بوداپست بود ولی از سال ۱۹۲۶ میلادی تا آخر عمر، با همسرش در شهر ونیز زندگی کرد و پس از پایان جنگ جهانی اول، به دلیل خستگی از مسافرت‌های دائمی، تمرکزش را بر روی رهبری ارکستر گذاشت.
فرانتس در سن ۴۲ سالگی بر اثر ابتلا به آمبولی ریه در شهر رم درگذشت.